# ماريا هيلينا فييرا دا سيلفا
ماريا هيلينا فييرا دا سيلفا (بالفرنسية: Maria Helena Vieira da Silva)‏ (و. 1908 – 1992 م) هي رسامة، وفنانة زجاج ملون فرنسية، ولدت في لشبونة، شاركت في Documenta 1 ‏"documenta - Retrospective - documenta". مؤرشف من الأصل في 2019-03-26. اطلع عليه بتاريخ 2018-07-14.، وII. documenta ‏"II. documenta - Retrospective - documenta". مؤرشف من الأصل في 2019-11-01. اطلع عليه بتاريخ 2018-09-03.، ومعرض دوكومنتا الثالث ‏"documenta III - Retrospective - documenta". مؤرشف من الأصل في 2019-03-26. اطلع عليه بتاريخ 2018-09-03.، كانت عضوةً في الأكاديمية الملكية للفنون، توفيت في باريس، عن عمر يناهز 84 عاماً.

## التعليم
تعلمت في جامعة لشبونة
.

## جوائز
حصلت على جوائز منها:
- وسام جوقة الشرف
- الصليب الأعظم لنيشان الحرية"ENTIDADES ESTRANGEIRAS AGRACIADAS COM ORDENS PORTUGUESAS - Página Oficial das Ordens Honoríficas Portuguesas". مؤرشف من الأصل في 2019-04-28.
- الصليب الأعظم للنيشان العسكري للقديس يعقوب صاحب السيف

## روابط خارجية
- ماريا هيلينا فييرا دا سيلفا على موقع IMDb (الإنجليزية)
- ماريا هيلينا فييرا دا سيلفا على موقع الموسوعة البريطانية (الإنجليزية)
- ماريا هيلينا فييرا دا سيلفا على موقع مونزينجر (الألمانية)
- ماريا هيلينا فييرا دا سيلفا على موقع ديسكوغز (الإنجليزية)
- ماريا هيلينا فييرا دا سيلفا على موقع قاعدة بيانات الفيلم (الإنجليزية)